# Kongo na Letnich Igrzyskach Olimpijskich 1988
Kongo na Letnich Igrzyskach Olimpijskich 1988 reprezentowało 7 zawodników : 5 mężczyzn i 2 kobiety. Był to 5 start reprezentacji Kongo na letnich igrzyskach olimpijskich.

## Skład kadry

### Lekkoatletyka
Mężczyźni
- Henri Ndinga - bieg na 100 m - odpadł w eliminacjach,
- Henri Ndinga - bieg na 200 m - odpadł w eliminacjach,
- Jean-Didiace Bémou - bieg na 400 m - odpadł w eliminacjach,
- Henri Ndinga, Armand Biniakounou, Hygien-Nicaise Lombocko, Pierre Ndinga - sztafeta 4 x 100 m - odpadli w eliminacjach

Kobiety
- Judith Diankoléla-Missengué - bieg na 100 m - odpadła w eliminacjach,
- Judith Diankoléla-Missengué - bieg na 200 m - odpadła w eliminacjach,
- Lasnet Nkouka - bieg na 400 m - odpadła w eliminacjach